# هیروتاکا ایدا
هیروتاکا ایدا (انگلیسی: Hirotaka Iida؛ زادهٔ ۲۹ آوریل ۱۹۸۲) بازیکن فوتبال اهل ژاپن است.
از باشگاه‌هایی که در آن بازی کرده‌است می‌توان به باشگاه فوتبال یوکوهاما مارینوس اشاره کرد.